# Misión Nuestra Señora de la Soledad
La misión Nuestra Señora de la Soledad se encuentra ubicada en la ciudad de Soledad, condado de Monterrey, California, Estados Unidos. Fue la decimotercera  de las veintiún misiones establecidas por la Orden Franciscana en el estado de California.  

## Historia
La misión se fundó el 9 de octubre de 1791 por el padre Fermín Lasuen, cerca de la villa Chuttusgelis de los nativos esselen, con el propósito de servir de punto intermedio entre las misiones de San Antonio de Padua y San Carlos Borromeo de Carmelo. La construcción se erigió con ladrillos de adobe.                       
Las condiciones climáticas del lugar eran difíciles, con vientos muy fuertes y el agua muy fría. De hecho, los frailes de la comunidad llegaron a padecer de reumatismo, pero gracias a la asistencia de los nativos, los religiosos trataron sus dolencias en pozos de agua mineral. Además, a partir de 1797 una sequía asoló la región, que también coincidió con la administración del padre Diego García quien era acusado de abusos sobre los neófitos o indios conversos. En 1804 habitaban en la misión 687 personas, el mayor número registrado en Nuestra Señora de la Soledad.
Para el año 1810, el complejo fue completado. Los edificios comprendían iglesia, capilla, cuatro graneros, molino, fábrica de queso, habitaciones para las mujeres solteras, religiosos y neófitos o indios conversos, botica, y taller de zapatero, entre otros. Se estima que la misión llegó a especializarse en la producción de lana y tejeduría. Además había viñedo, huerto frutal, y animales de crianza que abarcaban alrededor de cinco mil ovejas, 600 caballos y 6 mil cabezas de ganado. Tres ranchos estaban asentados en el territorio: San Lorenzo, San Vicente y San Fernando, y existía un acueducto de quince millas de longitud que abastecía de agua desde el río Arroyo Seco.
Sin embargo, las inundaciones de los años 1824, 1828, y 1832 terminaron dañando toda la propiedad. Con la secularización del estado mexicano, la misión cayó en abandono y los inmuebles acabaron destruidos. En 1845 el gobernador Pío de Jesús Pico vendió las tierras en 800 dólares a Feliciano Soberanes, pero en 1859 el gobierno estadounidense las devolvió a la Iglesia católica.
Del esplendor de Nuestra Señora de la Soledad sobreviven el ala sur y la capilla, que fue restaurada en los años 1950; aparte de las paredes en ruinas y las tumbas de personajes destacados como la del padre Ibáñez, uno de los administradores del lugar, y la del primer gobernador de la Alta California, José Joaquín de Arrillaga. Desde la segunda mitad del siglo XX ciertos edificios han sido sometidos a reconstrucción, así como ha habido estudios de arqueología en el sector.